# Henricia nana
Henricia nana är en sjöstjärneart som först beskrevs av Ludwig 1905.  Henricia nana ingår i släktet Henricia och familjen krullsjöstjärnor. Inga underarter finns listade i Catalogue of Life.